# Художественная галерея Ференса
Худо́жественная галере́я Фе́ренса (англ. Ferens Art Gallery) — это художественная галерея в английском городе Кингстон-апон-Халл. Место и деньги пожертвовал Томас Ференс, в честь которого она и названа. Архитекторами были С. Н. Кук и Э. К. Дэвис. Галерея открылась в 1927 году, в 1991 году была реконструирована и расширена. В коллекции представлены не только постоянные произведения, но и передвижные. Также в здании есть детская галерея и популярное кафе.

## История
В 2009 году были выставлены экспонаты и проведены представления, чтобы отпраздновать 25-летие открытия Нового клуба Адельфи.
В 2013 галерея получила картину Пьетро Лоренцетти XIV века, изображающую Христа между апостолами Петром и Павлом. Приобретение было спонсировано фондом Ференса, Фондом национального лотерейного наследия и картиным фондом.
В мае 2015 года было объявлено, что галерея проведёт реконструкцию за 4,5 миллионов фунтов стерлингов, чтобы поучаствовать в Премии Тёрнера в 2017 году как часть программы города культуры Великобритании. Галерея снова открылась 13 января 2017 года. 8 февраля 2017 года принц Чарльз и герцогиня Камилла посетили галерею, чтобы увидеть её после реконструкции.
В январе 2018 года городской совет объявил, что художественную галерею Ференса за 2017 год посетило 519 000.

## Коллекция

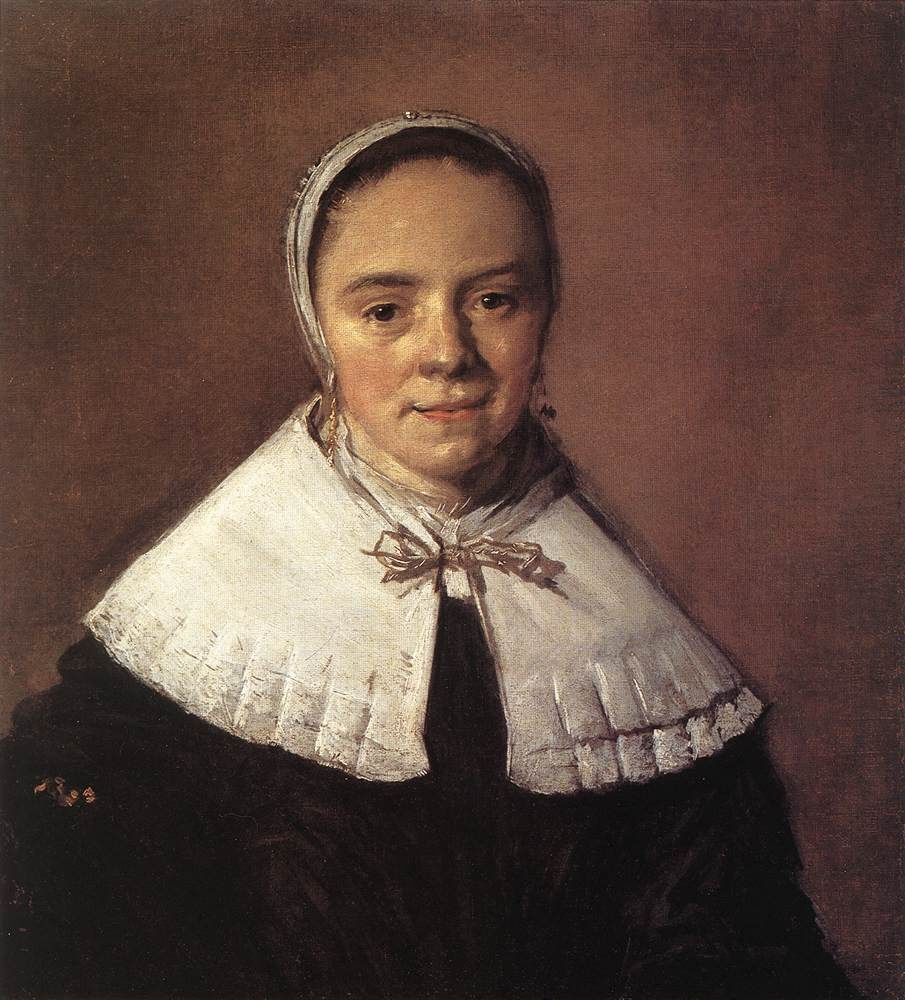
Франс Хальс, Портрет женщины (между 1655 и 1660)

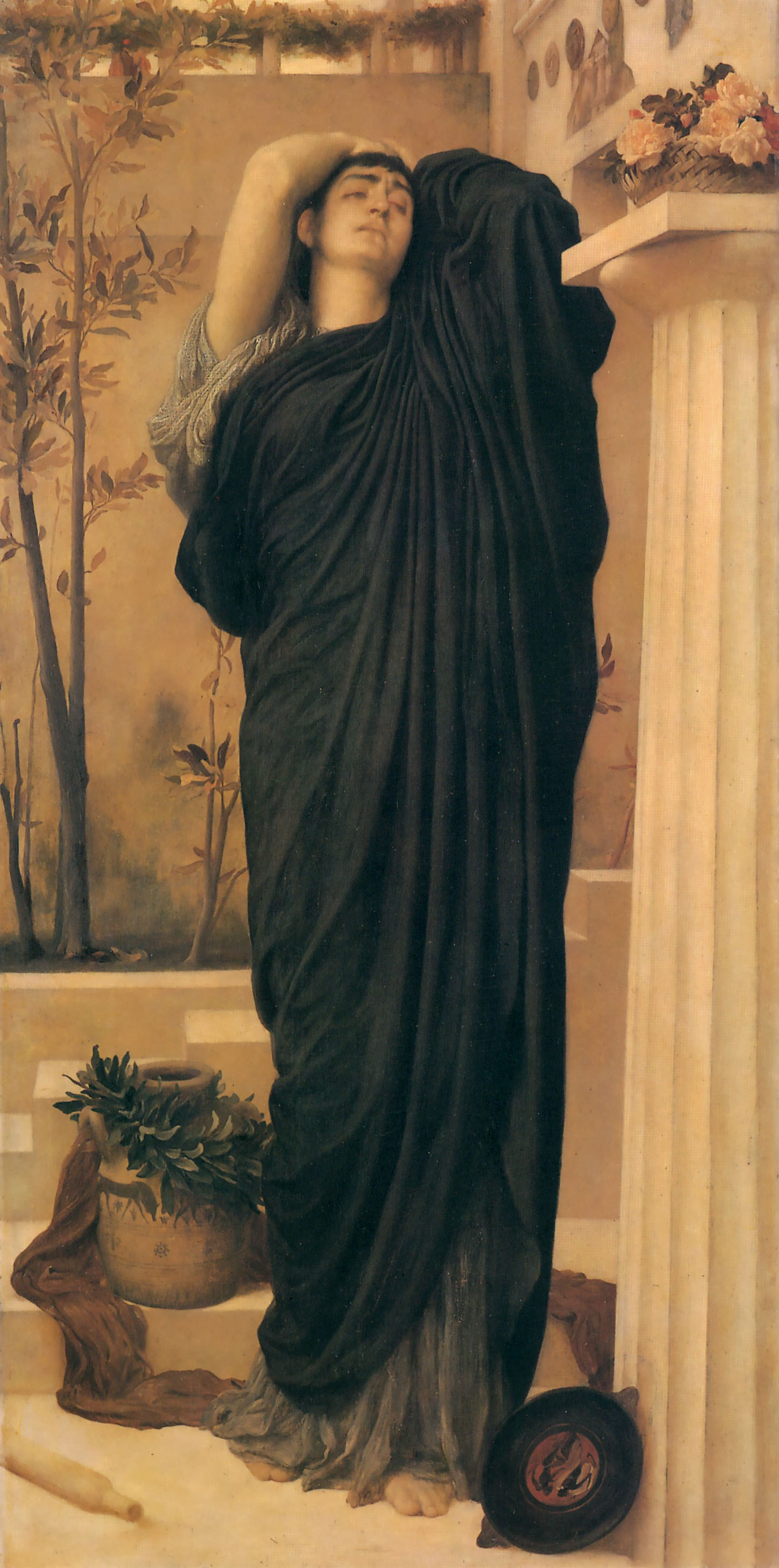
Фредерик Лейтон, Электра у могилы Агамемнона (1869)

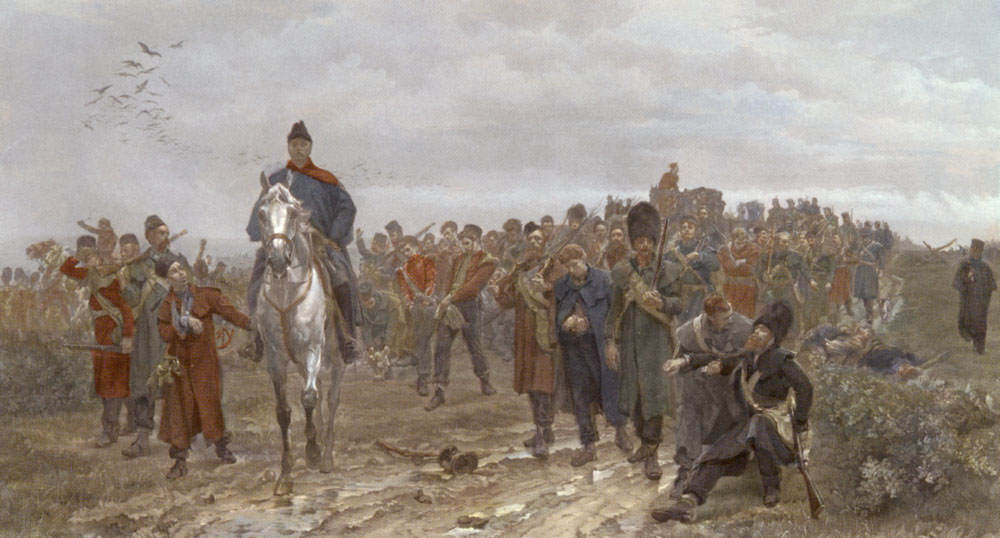
Элизабет Томпсон, Возвращение из Инкермана, картина маслом (1877)

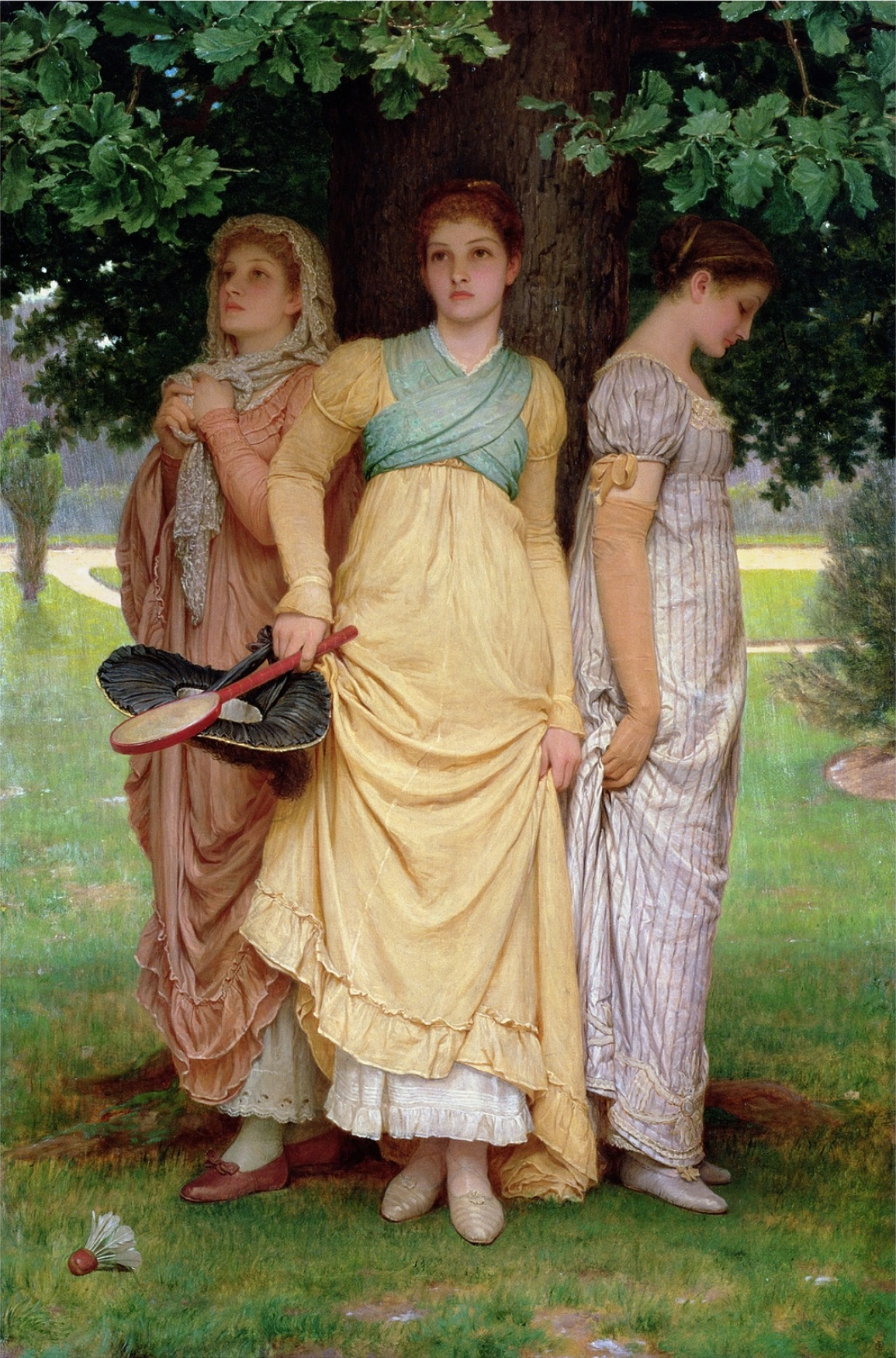
Чарльз Эдвард Перуджини, Летний душ (1888)

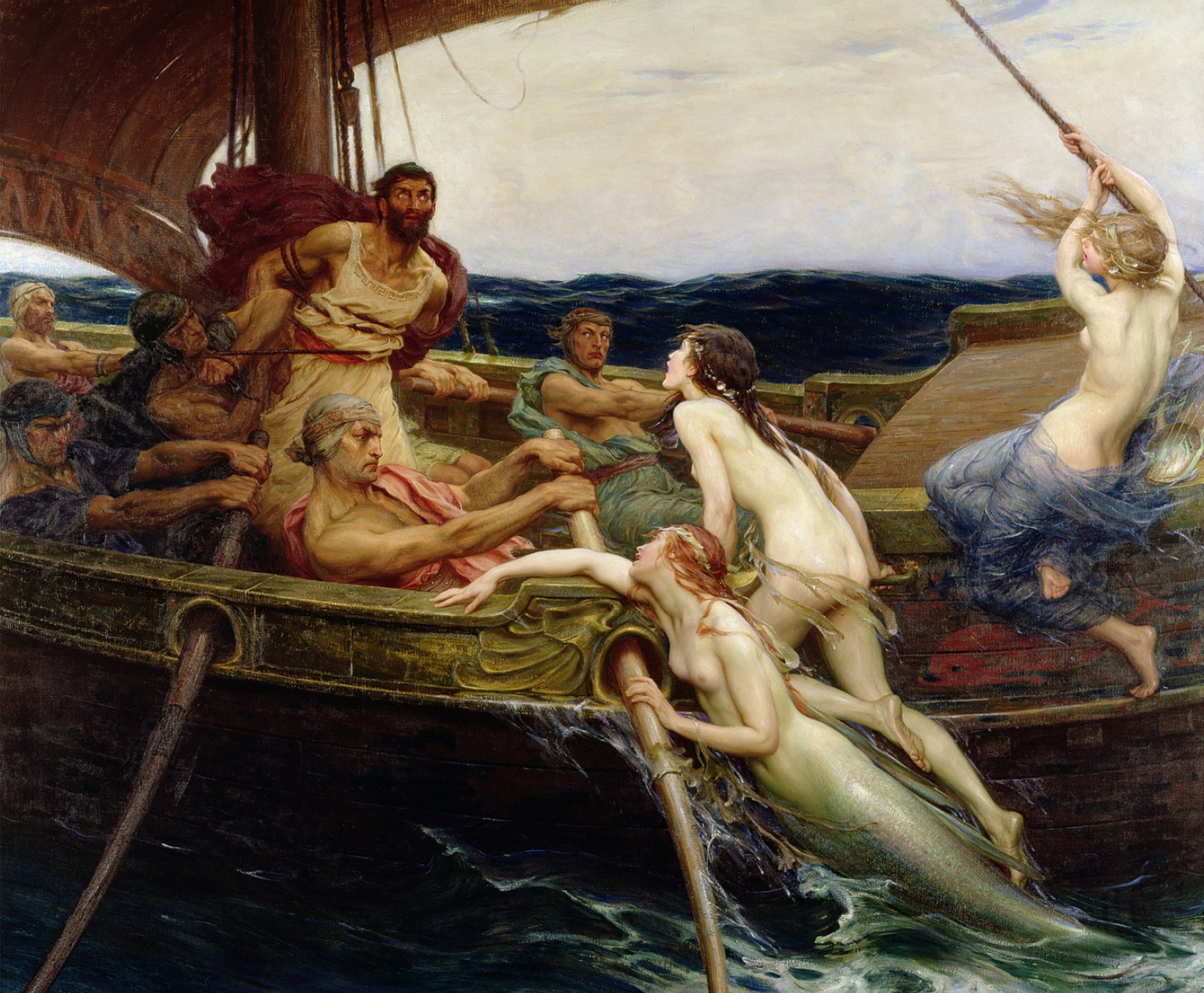
Герберт Джеймс Дрейпер, Одиссей и Сирены (1909)

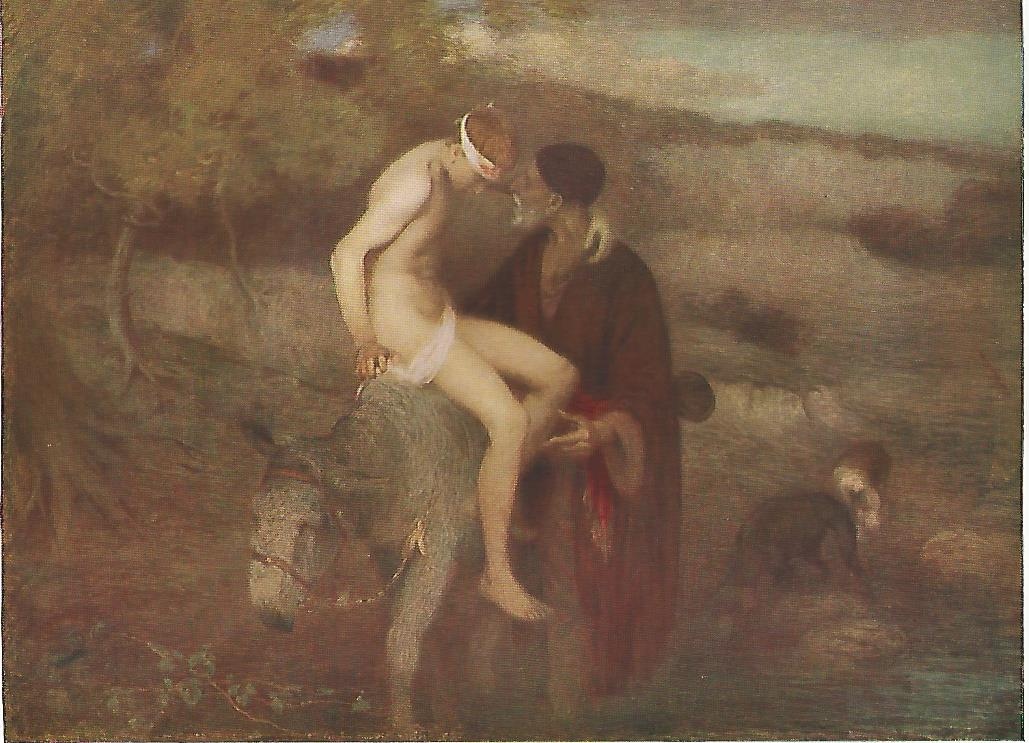
Эдвард Скотт, Хороший самаритянин (1910)

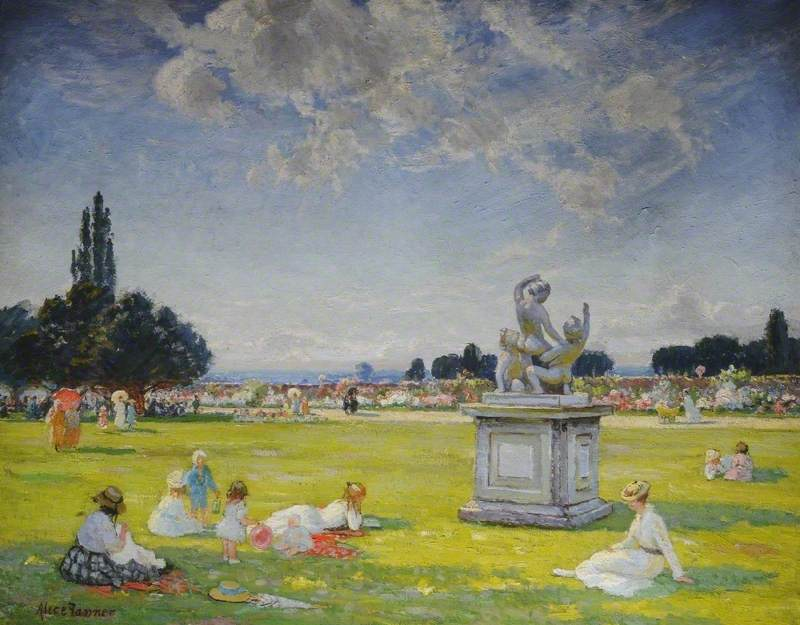
Элис Мод Фаннер, Лето на поле Хамптона (1898)

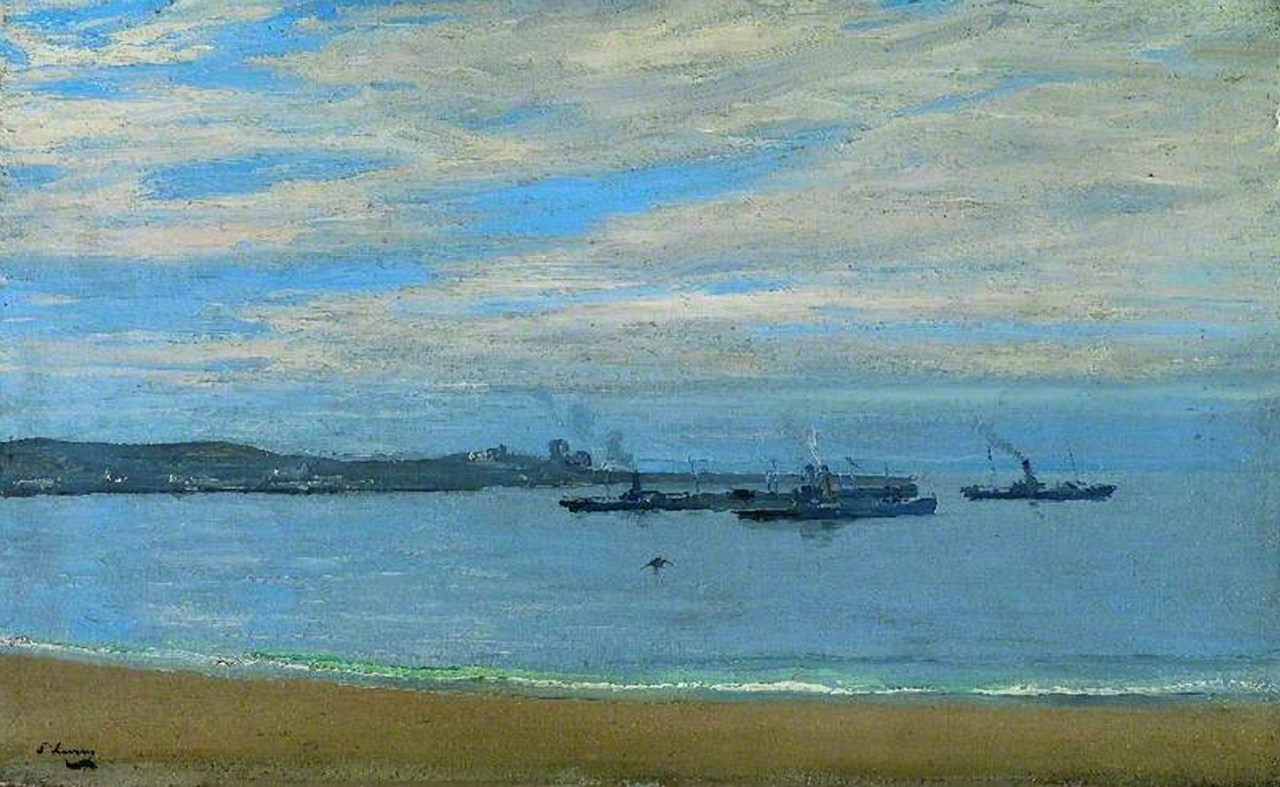
Джон Лавери, Тихое утро (1917)

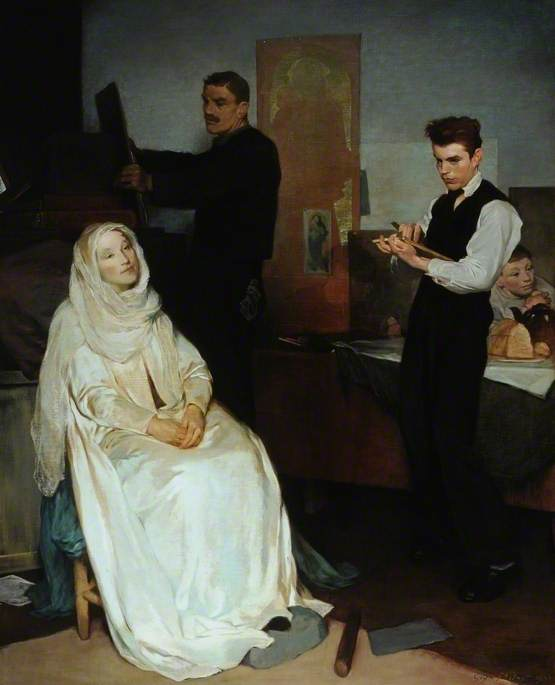
Глин Уоррен Филпот, Художник и семья Райс (1920)